# Samuel Vila Ventura
Samuel Vila Ventura (català: Samuel Vila i Ventura)  (Rubí, 28 de maig de 1902 - Terrassa, 1 de març de 1992) fou un pastor i dirigent protestant català.

## Biografia

### Primers estudis i vocació.
Samuel Vila Ventura nasqué a Rubí el 28 de maig de 1902, fill de Lluis Vila i Vicenta Ventura, família de crences protestants. Va realitzar els seus estudis primaris a les escoles evangèliques de la ciutat, essent el seu professor Antoni Sancho, que també exercia el càrrec de pastor de la congregació metodista de Rubí.
De seguida va tenir inquietuds religioses ja que amb tan sols 10 anys escrivia petits sermons a una llibreta que li havien regalat. Amb 15 anys es va batejar a l'església del carrer sant Agustí núm. 14 de Barcelona i Ambròs Celma, aleshores dirigent de les comunitats baptistes de Catalunya, el va proposar per iniciar els estudis teològics a Nimes (França) sota la tutela del dr. Robert Dubarry, deixeble del que fou conegut predicador Charles Spurgeon.
El 1923 la Foreign Mission Board americana va fundar a Barcelona un petit seminari (Institut baptista) i Vila va retornar de França per continuar-hi els seus seus estudis i per fer de professor de llengües i de ciències. També aquell mateix any començà a dirigir l'església de Sant Cugat del Vallès i fou nomenat director de la revista dels baptistes espanyols El eco de la verdad.

### Samuel Vila, escriptor prolífic.

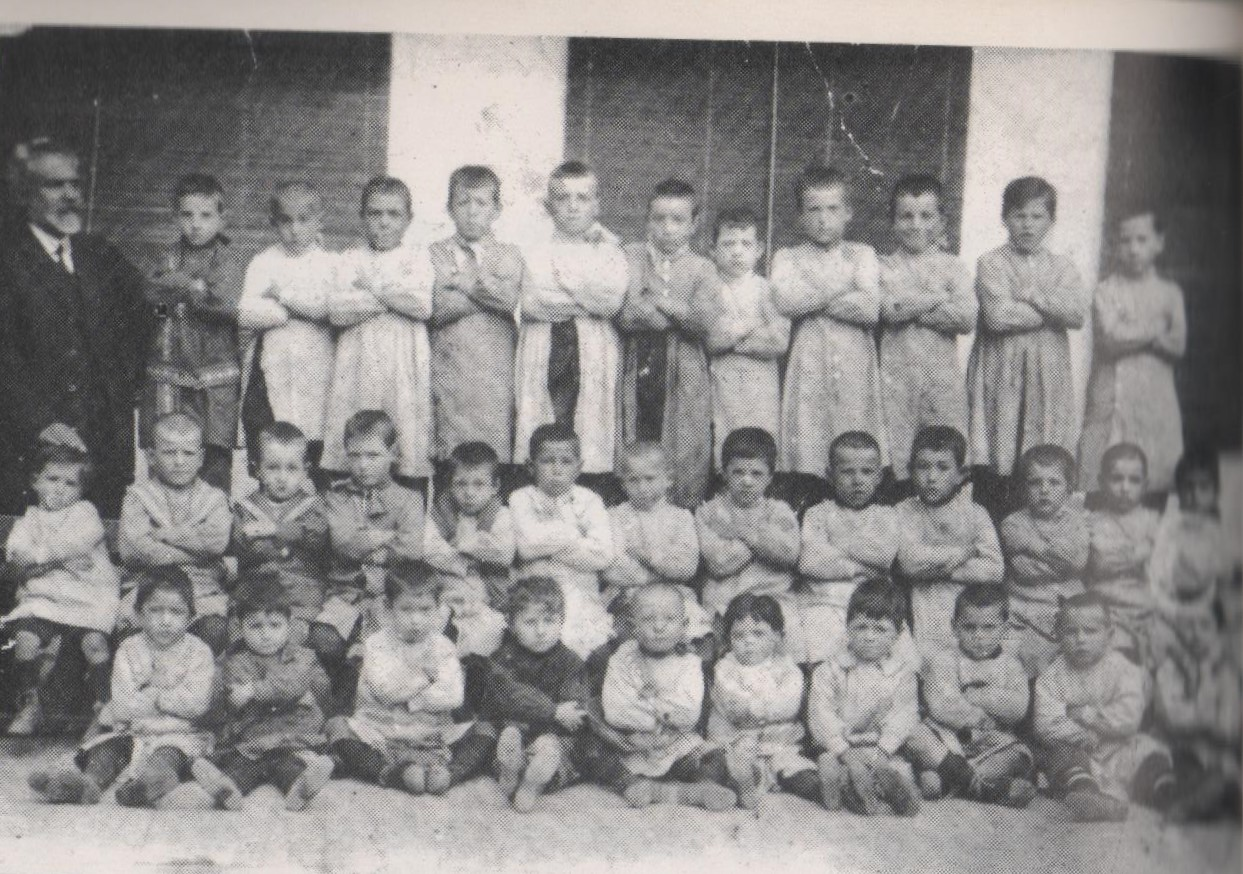
Escola evangèlica de Rubi el 1913 amb el seu professor Antoni Sancho. Font: CORTÉS, Samuel, Cien años de historia evangélica en Rubi, 1881-1981. Terrassa, 1981. Ed. Horeb, p. 22

El 25 de març de 1924 fundà l’Església Baptista de Terrassa, amb 16 membres, i abans d'acabar aquell any va publicar els seu primer llibre "A las fuentes del cristianismo", iniciant una intensa tasca literària que anys després donaria vida a l'actual Editorial Clie, de Terrassa. El 1926 publicà el seu segon llibre "Pruebas tangibles de la existencia de Dios" i al 1930 "La religión al alcance del pueblo". Durant uns mesos va col·laborar amb Antoni Muniesa atenent diverses congregacions de l'Empordà.
El 1931 va contraure matrimoni amb Lidia Vila Campderrós. El 1934 va fundar l'església baptista de Manresa.

### Ajuda als refugiats republicans.
L'any 1938, en plena Guerra Civil, Samuel Vila es va exiliar primer a França des d'on va organitzar un servei d'assistència als refugiats republicans espanyols i va fundar la revista "El Refugiado". Després es traslladà a Anglaterra i allà va organitzar juntament amb Percy Buffard un comitè de socors per ajudar a les persones damnificades a causa de la guerra. Encara residint a Anglaterra viatjà als Estats Units per a representar les esglésies baptistes d’Espanya en el Congrés Baptista Mundial celebrat a Atlanta, Geòrgia, EE.UU. Visità la Casa Blanca i s’entrevistà amb el Secretari d’Estat, Foster Dulles, sol·licitant la seva intervenció en favor de la llibertat religiosa per a Espanya.

### El sermó per correu.
El 3 de setembre de 1939, retornà a Espanya i es reintegrà al pastorat de l’Església de Terrassa i a les seves tasques anteriors a la guerra. A la V Convenció Baptista Espanyola (1948), celebrada a Sabadell, va ser elegit President de la Unió Baptista Española (UEBE). Durant els primers anys del franquisme on la repressió era més acusada i la majoria de locals de culte restaven tancats per ordre governativa, Vila organitzava reunions clandestines per les cases particulars i publicava el "Sermón por correo" com a manera d'ajudar els membres de les esglésies a poder tirar endavant els seus cultes setmanals.

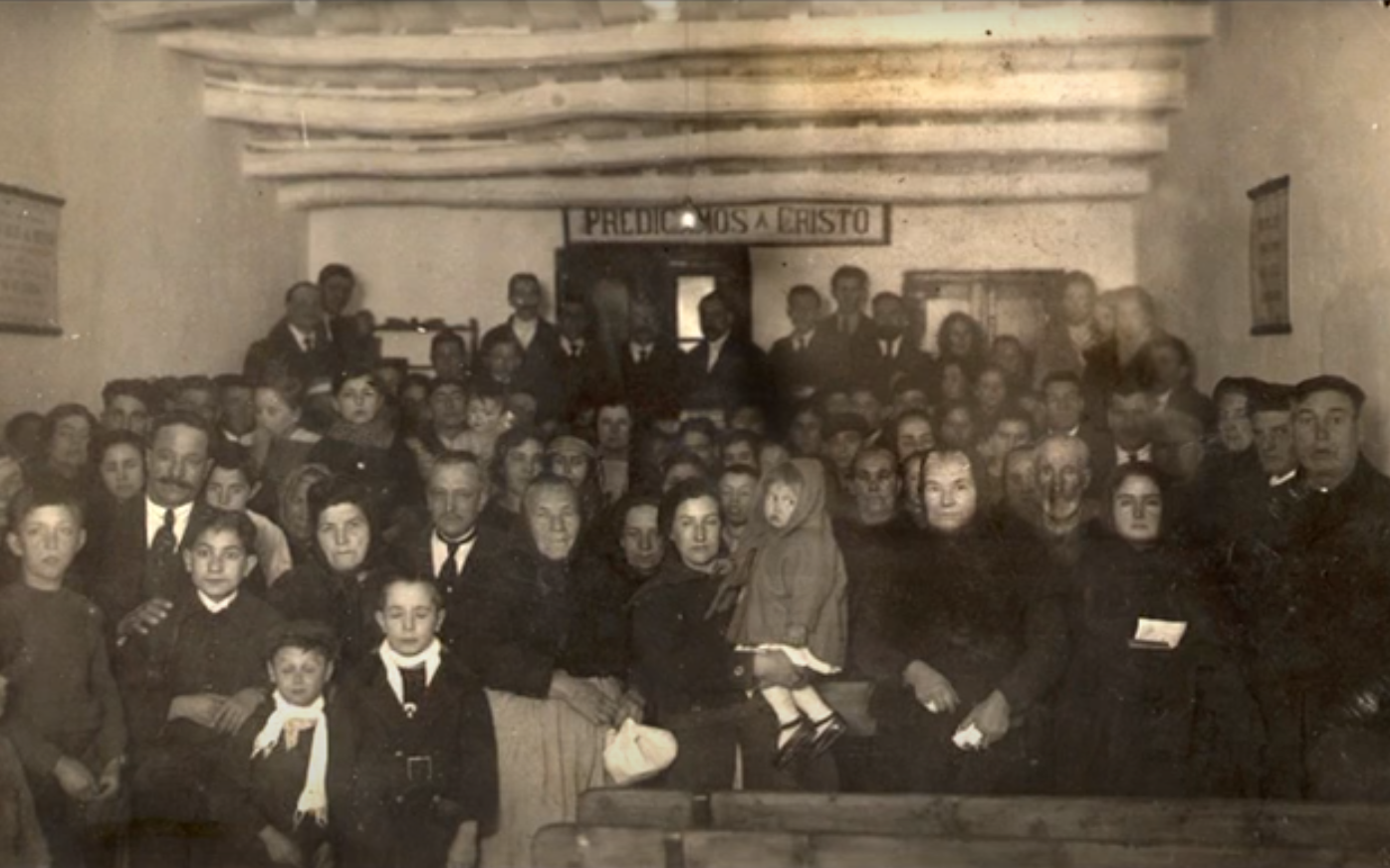
Església de Sant Cugat del Vallès el 1923 on Samuel Vila debutà com a pastor. Autor desconegut.

A partir de 1945, Samuel Vila treballà activament en l’alliberament d’empresonats protestants jutjats per llur filiació republicana o per llurs creences religioses. Els anys de la clandestinitat i els primers d’una tolerància relativa, mantingué correspondència amb les principals autoritats civils, religioses i militars, incloent una extensa relació epistolar amb el mateix general Franco, reivindicant constantment el dret a la llibertat religiosa. Causa que compartí amb el també pastor Josep Cardona Gregori. Poc a poc la repressió dels primers temps anà afluixant amb l'aplicació del Fuero de los Españoles (1945) i els llocs de culte anaren obrint i la situació es normalitzà.

### Samuel Vila, lluitador per la llibertat religiosa.
A partir de 1947, Samuel Vila inicià una nova etapa de fundació de noves esglésies tant a Catalunya com a la resta de l'Estat espanyol rebent l'ajuda de la Missió Cristiana Espanyola, que des del Canadà dirigia el pastor i amic de Vila, Zacaries Carles Just. Aquesta associació de caràcter interdenominacional, provocà una escissió al si de la UEBE, de manera que algunes de les esglésies fundades per Vila passarien a formar part de la nova Federació d'Esglésies independents d'Espanya (FIEIDE) creada el 1955 arran d'aquesta separació de la Unió Evangelica Baptista (UEBE) de la qual Vila ostentava el càrrec de president des del 1946, però del que dimití immediatament.
Samuel Vila, tanmateix, no deixar pas de lluitar per la llibertat religiosa a l'Estat espanyol, de forma que al 1960 pronuncià una conferència als membres del Parlament britànic, explicant la situació religiosa real a Espanya.
Durant la dècada dels anys 60 del segle xx, Vila intensifica la seva producció literària dedicada fonamentalment a la formació i ajuda als pastors. Entre les obres escrites per ell cal destacar el Diccionario Biblico Ilustrado, redactat amb la col·laboració de Santiago Escuain i que ha estat el llibre evangèlic en castellà més venut després de la Bíblia. Tot seguit acabada la guerra civil va posar en funcionament el Departament de Publicacions de la Missió Cristiana Espanyola on, ajudat per dos impressors evangèlics de Barcelona, Salvador Salvadó i Rafael Serrano, va imprimir milers d'exemplars de llibres protestants en la clandestinitat. Posteriorment es va transformar en l'Editorial CLIE (Comitè de Literatura per a les esglésies evangèliques), instal·lant a casa seva la seva pròpia impremta clandestina el 1964 i convertint-se en la més gran editorial evangèlica del món castellanoparlant a través del ministeri de la Missió Cristiana Evangèlica Horeb (fundada el 1975) a l'Estat espanyol i The Spanish Evangelical Literature Fellowship als Estats Units d'Amèrica.
En total escrigué més d'una setantena de llibres, entre enciclopèdies, diccionaris, llibres de predicacions i altres de temàtica teològica, històrica, inclús científica, a part de gairebé 200 traduccions d'obres en anglès i francès.
Guardonat amb el títol de Doctor Honoris Causa en Humanitats, el 25 de maig de 1991 va ser elegit Acadèmic de la Llengua Espanyola als Estats Units. Va morir a l’Hospital Evangèlic de Barcelona, l’1 de març de 1992.
El 2018 la ciutat de Terrassa va innaugurar una plaça amb el nom de Samuel Vila Ventura, com a fill predilecte de la ciutat i com a homenatge per la tasca cultural realitzada.

## Llibres
- A las fuentes del cristianismo (1924)
- Pruebas tangibles de la existencia de Dios (1926)
- La religión al alcance del pueblo (1930)
- Pensar y creer (1932).
- Fe y razón (1933).
- La fe del cristianismo evangélico (1935).
- Manual de homilética (1939)
- Sermones escogidos (1942).
- Diccionario Bíblico Ilustrado, conjuntament amb Santiago Escuain.
- Gran diccionario enciclopédico de anécdotas e ilustraciones.
- 1000 bosquejos para predicadores.
- Cristianismo evangélico a través de los siglos.
- Enciclopedia explicativa de dificultades bíblicas.
- Diccionario etimológico de sinónimos castellanos.
- De corazón a corazón.
- Enciclopédia ilustrada de la historia de la Iglesia.
- Las teologias modernas y la Bíblia.
- ¿Es razonable la fe cristiana?
- A Dios por el átomo.
- ¿Se renueva la iglesia catolico-romana?
- La supervivencia del alma.
- Manual de teologia apologetica.
- El camino de la salvación, conjuntament amb Gordon H. Girod.
- Refugio en el lugar secreto, conjuntament amb Eduardo Deratany.
- Religión o Cristo, conjuntament amb Martin R. de Haan.
- Cuando Él venga.
- La nada o las estrellas.
- El enigma del sufrimiento humano.
- Cómo prolongar la vida y transformarla en vida eterna.
- El supremo dilema.
- Padres e hijos hablan del sexo.
- Uso y abuso del don de lenguas, conjuntament amb Theodore H. Epp.
- Los principios del pescador, conjuntament amb Harold L. Fickett (jr.).
- Manual de visitación pastoral.
- Una vid, muchas ramas.
- Andando diariamente con Dios, conjuntament amb Theodore H. Epp.
- Origen e historia de las denominaciones cristianas,
- Índice temático de la Bíblia.
- Cómo explicar la fe cristiana según el credo apostólico.
- Manual práctico de evangelismo.
- Esperanza y futuro para el drogadicto.
- Púlpito cristiano.
- Amor ahora, conjuntament amb Peter Gillguist.
- Comentario simbólico-expositivo al Cantar de los Cantares, conjuntament amb José Pozo.
- Nosotros conocimos a Jesús, conjuntament amb Juan Calvino Reid.
- Bosquejos para predicadores (diversos volums), conjuntament amb Lídia Vila.
- Enciclopedia de citas morales y religiosas.
- Enciclopédia de tópicos, concordancias y bosquejos bíblicos.
- Huellas orientadoras para peregrinos.